# Breakdance (attraction)
Pour les articles homonymes, voir Break dance.

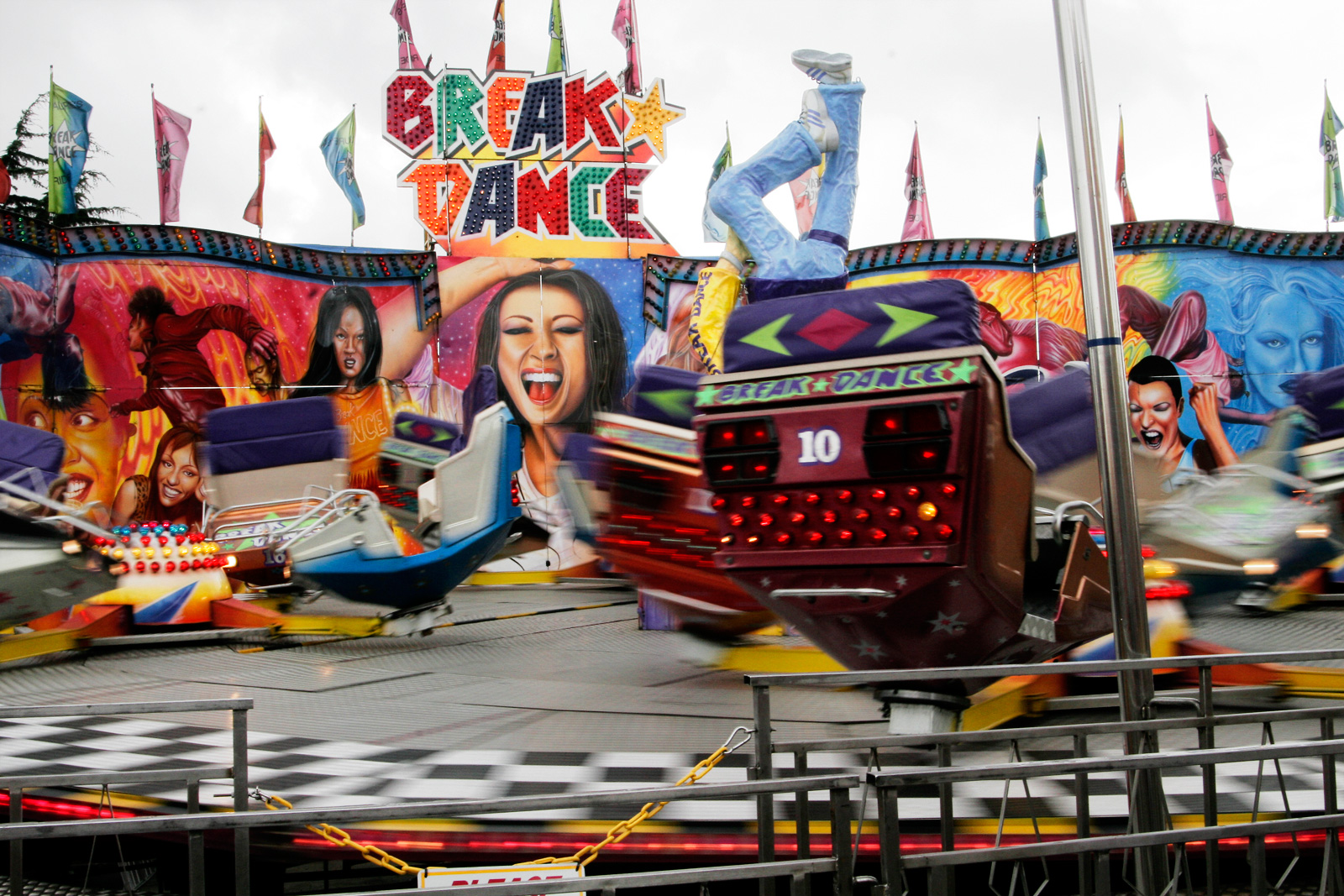
Un Breakdance en fonctionnement au Royal Melbourne Show

Le Breakdance est une attraction conçue par Huss Park Attractions en 1985. C'est un dérivé du Twist et du Calypso. 
Depuis sa conception, l'attraction est un hit des fêtes foraines et des parcs d'attractions. Huss produit désormais quatre déclinaisons, transportable, semi-permanent ou permanent et d'autres sociétés développent aussi le concept.

## Concept et opération
Un Breakdance consiste en une plateforme dodécagonale de 20 mètres de diamètre. Sur la plateforme sont placés quatre supports portant une grappe de quatre véhicules de deux places. Chaque véhicule est libre de tourner sur lui-même. La plateforme est inclinée de 7,5° par rapport au sol. Dérivé du sous-type Sizzler Twist du Twist, les grappes de nacelles du breakdance ne sont pas maintenues par le dessus mais par le dessous. Les quatre supports peuvent se soulever (cas du Crazy Dance de Fabbri Group et du Break Dance de Sobema). La rotation de la plateforme et celle en sens contraire des grappes ainsi que le poids de chaque passager se déplaçant sur son siège à cause des forces centrifuges subies provoquent sur chaque véhicule des changements de sens de rotation.
Il existe des variantes où les quatre supports sont remplacés par un bras unique placé sous la plateforme et la soulevant au lieu des bras (cas du Crazy Dance de Fabbri Group ). D'autres permettent l'inclinaison du véhicule vers l'avant par rapport à son support (cas du breakdance 4).

## Déclinaisons
- Breakdance 1 - 4 grappes de quatre véhicules sur une plateforme Dodécagonale de 20m avec une inclinaison de 7,5° avec décor de fond
- Breakdance 2 - 6 grappes de quatre véhicules installés sur une plateforme octodécagonale de 25 m
- Breakdance 3 - plateforme Dodécagonale réduite de 18 m et avec une inclinaison réduite. L'attraction n'est pas non plus fournie avec un décor de fond. Ces réductions permettent une masse totale inférieure de 8 tonnes plus attirante pour les opérateurs non sédentaires.
- Breakdance 4 - surnommé Rodeo, cette variante ne possède pas de plateforme solide et les trois véhicules de quatre places sont attachés par des bras. De plus il n'y a pas d'inclinaison.

### Variantes
D'autres sociétés ont repris le concept du Breakdance et le proposent sous un nom différent :
- Safeco (Blade Runner)
- Sobema (Break Dance Extrême, New Dance)
- Fabbri Group (Crazy Dance)
- Top Fun (Magic Dance)
- Ronald Bussink (Star Dancer)

## Attractions de ce type
Il existe plus de 110 Breakdances construits par Huss, dont la grande majorité est en opération :
- Allemagne : au moins 46 Breakdances.
- Australie : 5 Breakdances dont quatre transportables et Spider à Luna Park Sydney.
- Belgique : 6 Breakdances dont 4 transportables (dont le fameux Deca Dance Huss, le Crazy Dance, le Grease et le New Dance Sobema) et 2 fixe. Un à Bellewaerde et l'autre à Walibi Belgium.
- Canada : au moins deux, à Playland et à La Ronde.
- France : 
  - Break Dance (Huss) : tourne sur les fêtes de Nancy, Metz, Thionville, Strasbourg, Mulhouse, Luxembourg, Épinal, Rouen & Nice ;
  - Crazy Dance (Fabbri) : une douzaine de modèles répartis sur la France entière ;
  - Flash Dance (Fabbri) ;
  - Break Dance Extrême, Mega Dance, Magic Dance et New Dance (Sobema) : tournent surtout dans la région Nord/Pas-de-Calais. Le premier tourne également un peu plus dans la France entière (Caen, Orléans, Barcarès une année sur deux l'été) ;
  - Magic Dance (Top Fun) : six modèles répartis sur la France entière (Salsa Dance, Break Dance The King, Magic Dance (x4), Music Dance et Satan Salsa) ;
  - Avengers (Blade Runner Safeco) : tourne dans le Nord/Pas-de-Calais.
- Israël : Breakdancer à Luna Park de Tel Aviv.
- Pays-Bas : 5 Breakdances transportables dont :
  - un stardancer détenu par Frank Vale ;
  - un autre stardancer détenu par Drievliet ;
  - un Crazy Dance détenu F. van de Wiel.
- États-Unis : 
  - Rodeo at Six Flags Over Texas : Breakdance 3 ;
  - Hollywood & Vine : à Elitch Garden ;
  - Break Dance : à Kentucky Kingdom ;
  - G-Force : à Adventureland est un Breakdance 4 ;
  - Peanut's Pirates : à California Great America est un Breakdance 4 ;
  - The Rodeo : à Six Flags America est un Breakdance 4 ;
  - Wipeout : à Santa Cruz Beach Boardwalk est un Breakdance 4 intérieur ;
  - Crazy Dance : modèle transportable fabbri, Crabtree Amusements ;
  - Crazy Dance : modèle transportable fabbri, Myers International Midways ;
  - Twister : modèle transportable fabbri, Wade Shows ;
  - Cortina Bob : modèle transportable fabbri, Elliott's Amusements.

## Modèle réduit
Un modèle réduit de ce manège existe (No 1, décoré par Jacques Courtois), par le fabricant Faller